# 褪黑素
褪黑素（或称褪黑激素、松果体素或美拉托宁，缩写为MT），化学名为N-乙酰基-5-甲氧基色胺，是一种生命必需的小分子吲哚胺类物质，在动物、植物、真菌和细菌中皆有发现。在动物体内，褪黑素是一种调节生物钟的激素；而其作用在其他生物体内可能不同，同样，褪黑素在动物体内的合成过程也不同于其他物种。
褪黑素也是一种在松果体合成和释放的神经激素 ，这种神经激素在改善睡眠障碍、情绪障碍以及增强学习和记忆等方面发挥积极作用 。其可以口服也可以通过喷雾或透皮贴剂的方式给药。褪黑素在美国和加拿大是非处方药，在中国大陆为保健食品（如脑白金的主要成分）。

## 褪黑素的歷史
20世纪初的人发现有一种物质可以使蛙皮中的黑色素褪变成白色。1958年从牛的松果体内分离提取出该物质，并命名为褪黑素。
人们开始普遍认为褪黑素仅在动物体内存在。随着研究發展，才发现细菌、微生物、真菌、藻类以及植物也有褪黑素。

## 褪黑素的生成
在高等動物中，褪黑素是由松果體中的松果體細胞将色氨酸在四种酶的作用下经四步连续酶促反应转化而成。松果體產生的褪黑素是內分泌激素，会进入血液；視網膜和胃腸道則產生旁泌性激素。下丘腦的視交叉上核會由視網膜接收每日光暗的規律，從而影響褪黑素的製造。即使是微弱燈光下褪黑素的生成都會受一定程度影響，在強光下的影響就更大。缺乏褪黑素很可能使夜班工作者得癌病，而現代於晚間亮燈的習慣亦可能使发达國家越來越多人得癌症。
植物体内的褪黑素也是由色氨酸经过四步连续酶促反应转化而成，但至少需要六种酶参与。
在人体内，5-羟色胺（又称血清素）在N-乙酰基转移酶催化下与乙酰辅酶A反应成N-乙酰-5-羟色胺，然后S-腺苷甲硫氨酸在乙酰血清素O-甲基转移酶催化下甲基化N-乙酰-5-羟色胺为褪黑素。
稻米等植物也會製造褪黑素，哺乳類動物進食含褪黑素的食物後會吸收褪黑素，溶入體內的褪黑素。

## 褪黑素功效
在动物中，褪黑激素参与同步昼夜节律，包括睡眠－觉醒时间、血压调节和季节性繁殖。它的大部分作用是激活褪黑激素受体，而另一部分则是它作为抗氧化剂的作用。
在植物中，它具有抵抗氧化应激的作用，还可促进种子萌发、调节植物的碳氮代谢、果实发育以及改善果实品质和产量。褪黑激素也存在于各种食物中。但中央神經系統才是控制內分泌系統及旁泌性系統的主要組織（曾被人誤認為褪黑素）。
褪黑素的血浆浓度具有明显的昼夜节律，夜间高于白天 。褪黑素可以通过激活褪黑素受体(MTs)发挥神经保护作用。根据结合位点的亲和力，褪黑素s分为三个亚型：MT1、MT2和MT3，其通过与不同的MTs结合，迅速激活多种信号转导级联，起到抗氧化、抗炎、抗凋亡和抑制自噬的作用，从而发挥保护细胞作用 。

### 褪黑素抗氧化作用
截止目前为止，已经有800多名学者报道褪黑素在减少氧化应激方面有显著效果。褪黑素可以通过清除各种活性氧和氮物种包括羟基自由基，过氧化氢，单线态氧，一氧化氮和过氧亚硝酸盐阴离子以发挥抗氧化、抗应激的作用。褪黑素除了直接清除活性氧物种和活性氮物种外，还可以间接刺激抗氧化酶并抑制促氧化酶的活性以减少氧化应激。有文献报道，褪黑素可以通过拮抗金属离子对线粒体的毒性作用，以提高线粒体抵抗氧化应激的能力 。褪黑素及其受体受多种氧化酶代谢进行调控，包括谷胱甘肽过氧化酶、6-磷酸葡萄糖脱氢酶、超氧化物岐化酶、过氧化氢酶等，从而间接的起到发挥神经保护剂重建线粒体的功能。据TAN D X等人的研究报道，与经典抗氧化剂维生素C和维生素E相比，褪黑激素在保护组织免受氧化损伤方面通常比维生素C和E强数倍 。
此外，褪黑素作为一种脂溶性的自由基清除剂，它可以穿过所有的生物屏障，有实验报道它可以通过降低LPS引起的gp91phox高表达来保护LPS引起的血脑屏障损伤，对中枢神经起到保护作用。在未来的研究中，人们的可以更多的集中在使用褪黑激素治疗自由基相关疾病的临床试验中，例如帕金森，中风等。

### 褪黑素抗凋亡作用
线粒体是人体重要的能量代谢结构，一旦线粒体发生功能障碍和氧化应激，就会立即启动多种细胞凋亡机制，包括破坏电子传递链和能量代谢，降低线粒体膜电位，促进和激活凋亡蛋白产生，最终导致细胞能量衰竭而凋亡。据报道，褪黑素可以通过提高线粒体–电子传递链复合酶I和复合IV的活性来增加线粒体膜电位(MPT)的释放，同时抑制caspas-3和其他凋亡相关因子的表达抑制来阻止细胞凋亡。L. Cui 等发现褪黑素通过与褪黑素1受体结合，阻遏了半胱天冬酶-3酶原(procaspase-3)的释放和下调了Bax / Bcl2比率抑制了hESCs细胞的凋亡，研究还发现褪黑素1还通过JNK/P38信号通路促进hESCs细胞的增殖活性，并通过JNK信号通路抑制hESCs细胞的凋亡。T. Y. Feng 等通过对山羊精子干细胞(SSC)的研究中发现褪黑素可以增加SSC的抗氧化能力，提高SSC的MPT释放，同时显著抑制了促凋亡蛋白(Bax)的表达，并增加了抗凋亡蛋白(Bcl-2和Bcl-XL)的表达，最终抑制了SSC细胞的凋亡。此外，在一项研究中报道，褪黑素降低了百草枯诱导的小鼠PD中P-p53、Bax和caspase9的表达，并提高了p53的水平从而阻止了PD大鼠DA神经元的死亡 。这些结果显示了褪黑素对细胞凋亡的调控作用，为PD患者DA神经元的凋亡提供了一种潜在的治疗靶点。

### 褪黑素抗炎症作用
PD神经炎症主要是由于MPTP诱导小胶质细胞和星形胶质细胞的反复激活，最终通过旁分泌诱导DA神经元损伤。目前对于星形胶质细胞的作用机制尚不清楚，但过度激活的小胶质细胞可以诱发多种炎症因子释放 ，包括白细胞介素-1β (interleukin-1β, IL-1β)、IL-6、肿瘤坏死因子-α (tumor necrosis factor-α, TNF-α)、NO等，释放的炎症因子最终可以诱发神经元发生损伤。至今为止，褪黑素对MPTP诱导的神经炎症的影响仍尚不清楚。R. Niranjan 等人研究发现MPTP可以通过激活核因子kappa-B (NF-kB)来调节促炎细胞因子基因的mRNA表达，而褪黑素可以逆转这一过程。在R. Hardeland 的研究中发现，褪黑素可以通过抑制促炎小体NLRP3的表达和NF-κB的激活，同时上调转录因子NF-E2相关因子2 (Nrf2)的表达起到抗炎作用。而在Bilici, D等人研究中发现，褪黑素是可以使NO和MDA表达水平显著降低，而这两种化合物都与炎症密切相关。褪黑素作为一种抗炎物质已经被大量研究和实验证实，其可通过减少粘附分子和促炎细胞因子抑制炎症发展，由于其良好的安全性，在未来可能会被广泛使用，特别是合并失眠的老年人群体。

## 褪黑素与睡眠障碍
用于睡眠障碍应该使用接近自然产生的剂量（大约0.3 mg），以防干扰人体自然产生的褪黑素起效。在倒时差时可以偶尔使用0.5-5 mg之类更大的剂量。大剂量褪黑素的效果并不高于小剂量褪黑素，副作用则是更多。
小儿不应使用1-5mg的大剂量，不然有癫痫风险。

### 褪黑素与帕金森病的睡眠障碍相关性
帕金森病(Parkinson disease, PD)是一种中枢神经系统变性疾病，中老年人常见，其病理改变为中脑黑质多巴胺(Dopamine, DA)能神经元的丢失，临床上以运动症状和非运动症状为主，其中睡眠障碍是PD最常见的非运动症状，包括日间过度思睡、RBD、不宁腿综合征等。
目前，关于帕金森病引起睡眠障碍机制的研究尚不清楚，专家普遍认可的一种说法是可能与睡眠相关的解剖结构退行性改变有关，包括上行网状结构、中缝核、丘脑网状核、蓝斑核、下丘脑等。在中老年PD患者中非运动症状(睡眠障碍)常发生于运动症状之前，提示PD病变的睡眠解剖结构中可能包括中缝核(5-羟色胺)和蓝斑(去甲肾上腺素)，因为它们都是PD临床前期病变的重要区域。在L. K. Tholfsen等人的研究中发现PD患者随着年龄增长，嗜睡的患病率可逐年升高，男性多于女性，且这些患者中绝大部分都曾有过不恰当的使用多巴胺激动剂治疗，这可能与中脑边缘回路中多巴胺能神经元病变，以及睡眠相关的神经元退行性改变相关。A. Videnovic 的一项观察性研究发现，与没有白天过度嗜睡的PD患者相比，白天过度嗜睡的患者褪黑素昼夜分泌振幅大，这提示PD日间过度嗜睡与MT分泌失调相关。
RBD作为PD常见的睡眠障碍类型，目前比较公认的一线治疗方案是氯硝西泮和褪黑素，M. F. Vecchierini 等人的研究中发现，MT在治疗PD-RBD患者过程中具有比氯硝西泮更好的治疗效果，且药效安全耐受性好，提前使用2 mg或5 mg褪黑素治疗RBD的患者主观睡眠质量得到明显的改善。B. F. Boeve 的一项观察性研究发现MT剂量为3~12 mg单药治疗或氯硝西泮辅助治疗对于控制或改善RBD症状是有效的，但是在对14名长期使用MT治疗RBD患者随访中发现5名患者出现了副作用，包括晨起的头痛、清晨过度嗜睡以及幻觉表现，这可能于过大使用MT剂量与有关。
关于MT对PD治疗是尚有争议的，原因是MT和多巴胺具有相互作用，褪黑素可以在某些特定的神经区域抑制多巴胺的释放(下丘脑、海马体、髓桥和视网膜)，同时在哺乳动物的纹状体也能观察到MT可以拮抗DA的活性，因此在治疗PD中我们应针对患者个体化。

## 外部連結
- Melatonin information（页面存档备份，存于）from MedlinePlus
- Melatonin entry in TiHKAL • info（页面存档备份，存于）